# Trupanea antiqua
Trupanea antiqua är en tvåvingeart som först beskrevs av Walker 1853.  Trupanea antiqua ingår i släktet Trupanea och familjen borrflugor. Inga underarter finns listade i Catalogue of Life.